# Brooklyn
Brooklyn este unul din cele cinci diviziuni (cartiere, în engleză boroughs) ale orașului New York. Este cel mai populat și al doilea ca mărime dintre acestea.

## Personalități
- Bernard Malamud (1914-1986), scriitor;
- Veronica Lake (1922-1973), actriță;
- Carl Sagan (1934-1996), astronom, astrofizican;
- Erich Segal (1937-2010), scriitor;
- Anthony Fauci (n. 1940), medic, imunolog;
- Richard Dreyfuss (n. 1947), actor;
- Vincent Schiavelli (n. 1948), actor;
- Vitas Gerulaitis⁠(d) (1954-1994), tenismen;
- Jerry Seinfeld (n. 1954), actor, scenograf, producător de film;
- Steve Schirripa (n. 1958), actor;
- Vinny Appice (n. 1959), muzician;
- Vincent D'Onofrio (n. 1959), actor;
- Patrick Breen (n. 1960), actor;
- Eddie Murphy (n. 1961), actor de comedie;
- Peter Steele (1962-2010), muzician;
- Michael Jordan (n. 1963), baschetbalist;
- Reno Wilson (n. 1970), actor;
- Victor Williams (n. 1970), actor;
- Claudia Durastanti (n. 1984), scriitoare italiană;
- Natasha Hastings (n. 1986), atletă;
- Daniel Jacobs (n. 1987), boxer;
- Jeffrey Alexander (cunoscut ca 22Gz, n. 1997), rapper.